# 아리랑 (소설)
《아리랑》은 조정래가 쓴 역사소설이다. 해냄 출판사에서 전집으로 출판했으며, 프랑스어로 편역되기도 했다.
일제강점기 당시 전라북도 김제시를 배경으로 일본의 수탈과 우민화교육에 대해 적나라하게 고발하고 있다. 일제에 협력한 친일 반민족행위자에 대한 고발, 사회주의계와 비사회주의계 독립운동가에 대한 언급은 역사소설로서 《아리랑》이 가진 특징 중 하나이다.
《아리랑》은 총 4부작으로 12권의 단행본으로 짜여 있다. 구한말부터 일제강점기, 그리고 광복 때까지를 시대적 배경으로 삼고 있다. 역사적, 사실적, 시대 고발적이며, 민중적인 성격을 갖고 있으며 일제강점기의 역사적 사실이 반영되어 있는 특징이 있다. 민중의 다양한 삶의 모습을 구체적으로 제시하고 있다.
조정래 작가의 의도는 일제강점기에 치열하게 저항하며 수많은 고난을 끈질기게 버텨 낸 우리 민족의 역사를 바로 알게 함으로서 민족의 자긍심을 회복에 있다.

## 줄거리
［제1부 - 아, 한반도］
구한말 김제의 소작농 방영근은 빚 때문에 20원에 하와이 사탕수수 농장에 팔려 가고 만다. 일본인들의 엄청난 착취와 친일파의 만행 속에서 수많은 농민은 땅을 빼앗기고 만다. 나아가 반대 시위에 가담했던 농민들은 총살당하거나 징역형을 살게 된다. 이에 송수익은 의병 투쟁에 나서기 시작한다.
［제2부 - 민족혼］
의병 활동 중 부상을 당한 후 만주로 건너간 송수익은 독립군 대장이 된다. 자신과 함께 의병 활동에 참가했던 지삼출과 손판석도 가족들을 데리고 만주로 떠나고 감골댁네 가족도 합류한다. 한편 하와이에 간 방영근은 악독 농장주에 대항하여 한인회를 결성한다. 방영근의 동생 방대근은 신흥 무관 학교를 졸업한다. 방영근의 어머니 감골댁은 송수익을 추적하던 일본인 앞잡이에 의해 죽는다.
［제3부 - 어둠의 산하］
관동 대지진으로 일본 내 조선인들이 무참하게 살해되는 사건이 발생한다. 부잣집 아들 정도규는 사회주의자가 되어 연해주 빨치산에 가담한다. 투쟁을 계획하던 송수익은 지인의 배신으로 관동군에 체포된다.
［제4부 - 동트는 광야］
징역 15년을 선고받고 복역 중이던 송수익이 모진 고문 끝에 옥사한다.
송수익의 아들 송가원과 송중원은 아버지의 뜻을 이어 독립운동에 헌신한다.
일본군의 토벌 작전 앞에서 조선 독립군은 끈질기게 맞선다. 한인 20만 명이 중앙아시아로 강제 이주당하고, 많은 독립군이 전사한다. 마침내 일본의 패전 소식이 들려오지만, 중국인들이 만주에 사는 조선인들의 농토를 빼앗고자 몰려온다. 조선인들은 고향에 돌아가지 못한 채 만주 벌판을 유랑한다.

## 인물소개
- 감골댁 : 병이 든 남편의 약값으로 진 빚 때문에 맏아들이 하와이로 팔려 가는 인물. 그녀의 두 딸은 지주와 일본 앞잡이에게 수모를 당하는 수난을 겪다가 일본군에게 피살된다.
- 송수익 : 양반 가문 출신의 진보적 지식인으로 의병 활동을 적극적으로 전개한다. 그러던 와중 일본군의 의병 대토벌 작전에 밀려 의병대를 해산하고 후일을 기약하는 인물이다. 후엔 만주에서 독립운동에 가담한다.
- 방씨 : 감골댁과 부부사이이다. 동학군으로 활동하다가 죽음을 맞이하는 인물.
- 지삼출 : 송수익과 방씨의 동지로 의병활동에 참여하는 인물이며 빈농 출신이다. 구한말에는 동학 농민군으로 투쟁하기도 했다.
- 송가원, 송중원 : 아버지 송수익의 뜻을 받들어 독립운동에 헌신하는 인물들이다.

## 수상
- 우리 사회에서 가장 영향력이 큰 책 3위 (《시사저널》, 1995년 10월 26일)
- 20대 남녀 독자 294명이 뽑은 가장 읽고 싶은 책 1위 (《도서신문》, 1995년 12월 30일)
- 사회 각 분야 전문가 47인이 뽑은 올해의 좋은 책 1위 (《출판문화》, 1995년 송년 특집호)
- 미혼 직장 여성 502명이 뽑은 친구에게 가장 권하고 싶은 책 4위 (《동아일보》《조선일보》, 1996년 1월 18일)
- 우리 사회에서 가장 영향력이 큰 책 5위 (《시사저널》, 1996년 10월 24일)
- 각 대학 수석 합격자 40명이 뽑은 후배들에게 가장 권하고 싶은 책 5위 (《중앙일보》, 1997년 2월 25일)
- 전국 국문과 대학생 150명이 뽑은 가장 좋은 소설 4위 (《조선일보》, 1997년 5월 15일)
- 서울대학생 1000명이 뽑은 가장 감명 깊게 읽은 소설 4위 (《조선일보》, 1997년 7월 23일)
- 서울 대학 도서관 대출 1위 (《조선일보》, 1998년 7월 23일)

## 같이 보기
- 아리랑문학관
- 조정래
- 태백산맥

## 참고 문헌
- 천재학습백과